# یواس‌اس سولار (دی‌ئی-۲۲۱)
یواس‌اس سولار (دی‌ئی-۲۲۱) (به انگلیسی: USS Solar (DE-221)) یک کشتی بود که طول آن ۳۰۶ فوت (۹۳ متر) بود. این کشتی در سال ۱۹۴۳ ساخته شد.